# Исаев (Каменский район)
Иса́ев — хутор в Каменском районе Ростовской области.
Входит в состав Гусевского сельского поселения.

## Население
| 2010 |
| ---- |
| 66   |

## Улицы
- ул. Бригадная,
- ул. Зеленая,
- ул. Луговая,
- ул. Придорожная,
- ул. Степная.